# Sitio de Toulouse (407)
El sitio de Toulouse fue un suceso bélico ocurrido en el año 407 o en el 408. Se enmarca dentro de la invasión y saqueo de la Galia llevada a cabo por alanos, vándalos y suevos entre los años 407 y 409.
Durante la noche de fin de año de 406, un conglomerado de pueblos bárbaros había atravesado sorpresivamente el Rin y entrado en la diócesis de las Galias. Después se dividieron en varios grupos y extendieron la destrucción por un buen número de ciudades.
El ejército romano se situaba en el norte y a las órdenes de Constantino de Britania, se dedicó a asegurar la frontera del Rin y pudo infringir una severa derrota a los invasores. El sur, en cambio, no contaba con presencia militar significativa y las ciudades tuvieron que defenderse ellas mismas cuando llegaron los invasores. Se tiene constancia de que, en esta diócesis cayeron las poblaciones de Angulema, Clermont, Bazas, Eauze, Uzès, Arlés y Béziers. Entre las poblaciones atacadas solo se conoce una que pudo defenderse con éxito: Toulouse, la cual, se encontraba situada en la importante calzada que unía Burdeos (en la costa atlántica) con Narbona (en el Mediterráneo).
Por Jerónimo de Estridón se sabe que la resistencia no fue obra del ejército sino que fue el obispo de la ciudad, Exuperio, quien organizó a la población para soportar el asedio al que fueron sometidos. Las noticias de los saqueos de otras ciudades tuvieron que llegarles con antelación suficiente para que la población hiciese acopio de alimentos. Pudieron resistir las semanas necesarias hasta que las tropas de Constantino llegaron al sur y recuperaron gran parte de la diócesis donde controlaron Arlés y la costa mediterránea. La cercanía del ejército romano tuvo que hacer que los bárbaros optasen por levantar el sitio aunque, también, pudo deberse a los acuerdos de paz que concluyó Constantino con los invasores para poder centrarse, así, en defender su posición frente a la reacción del gobierno de Rávena.